# Martha Fierro Baquero
Martha Lorena Fierro Baquero (ur. 6 września 1977 w Kingston w stanie Rhode Island, Stany Zjednoczone) – ekwadorska szachistka i trenerka szachowa, arcymistrzyni od 1997 roku.

## Kariera szachowa
Jest najlepszą szachistką w historii Ekwadoru, jedyną, która otrzymała tytuł arcymistrzyni. W 2005 r. Międzynarodowa Federacja Szachowa nadała jej męski tytuł mistrza międzynarodowego. Od 1992 r. wielokrotnie zdobywała tytuły mistrzyni swojego kraju. Była pięciokrotną złotą medalistką mistrzostw państw panamerykańskich juniorek, a także wielokrotną reprezentantką Ekwadoru na mistrzostwach świata juniorek w różnych kategoriach wiekowych. Pomiędzy 1994 a 2008 r. siedmiokrotnie wystąpiła na szachowych olimpiadach (za każdym razem na I szachownicy), trzykrotnie zdobywając medale za wyniki indywidualne: w 1996 r. srebrny oraz w 2008 r. srebrny i brązowy (za uzyskany wynik rankingowy).
W 2000 r. podzieliła II m. (za Maritzą Arribas, wspólnie z Vivian Ramon) w turnieju strefowym w Valencii, w 2001 r. powtórzyła to osiągnięcie w Benasque (za Coriną Peptan, wspólnie z Sulennis Pina Vega) oraz w Guayaquil (za Julio Becerrą Rivero), natomiast w 2004 r. zwyciężyła (wspólnie z Sabriną Vega Gutierrez) w Lorce. W 2005 r. zajęła II m. (za Danielem Mielesem Palau) w finale mistrzostw Ekwadoru mężczyzn, a w 2007 r. była trzecia (za Iriną Sudakową i Eleną Borić) w Rijece. W 2009 r. zdobyła w Cali tytuł mistrzyni Ameryki.
Najwyższy ranking w dotychczasowej karierze osiągnęła 1 kwietnia 2009 r., z wynikiem 2411 punktów zajmowała wówczas 64. miejsce na światowej liście FIDE.